# St. Laurentius (Heidingsfeld)

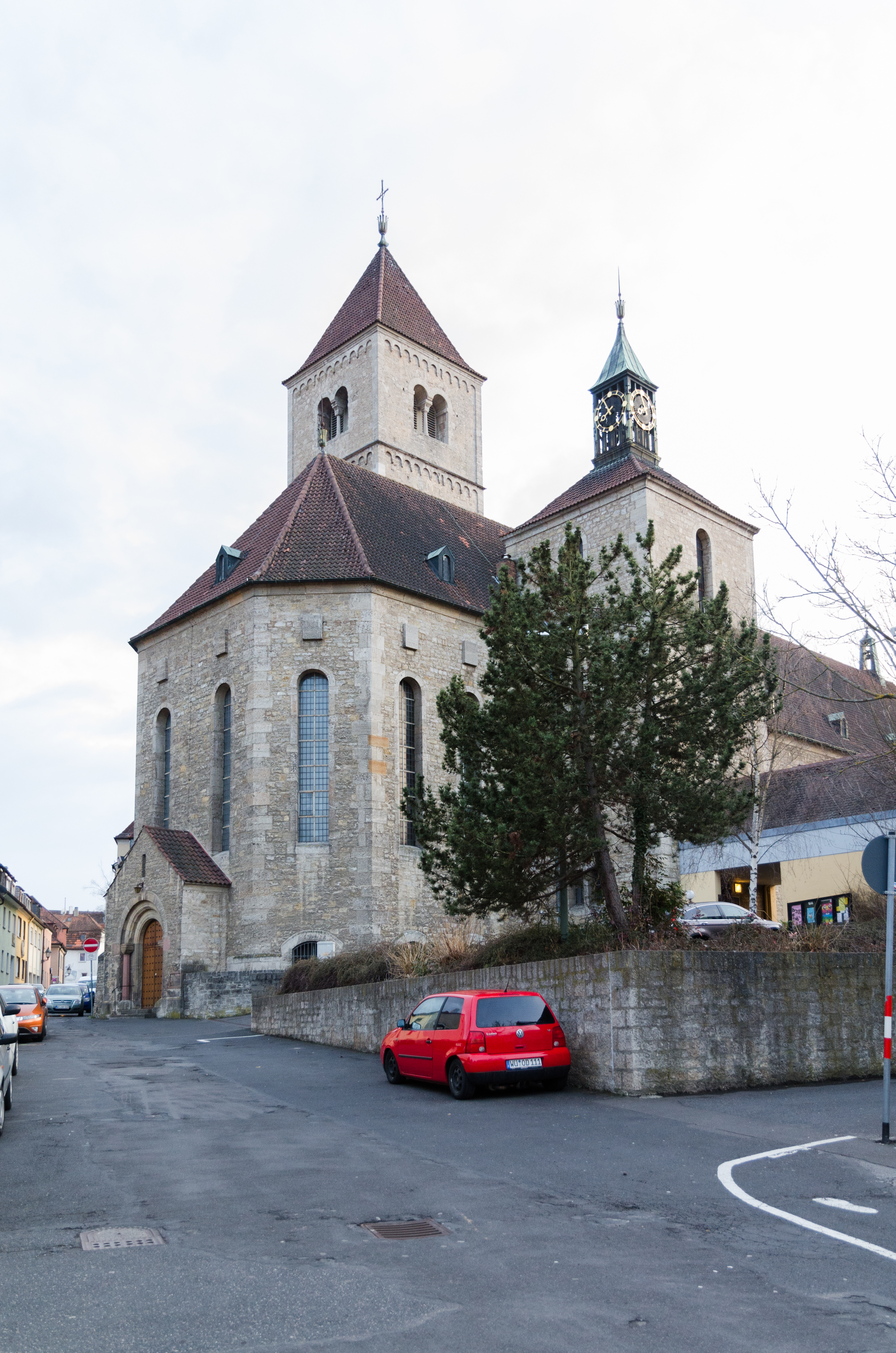
St. Laurentius (Heidingsfeld)

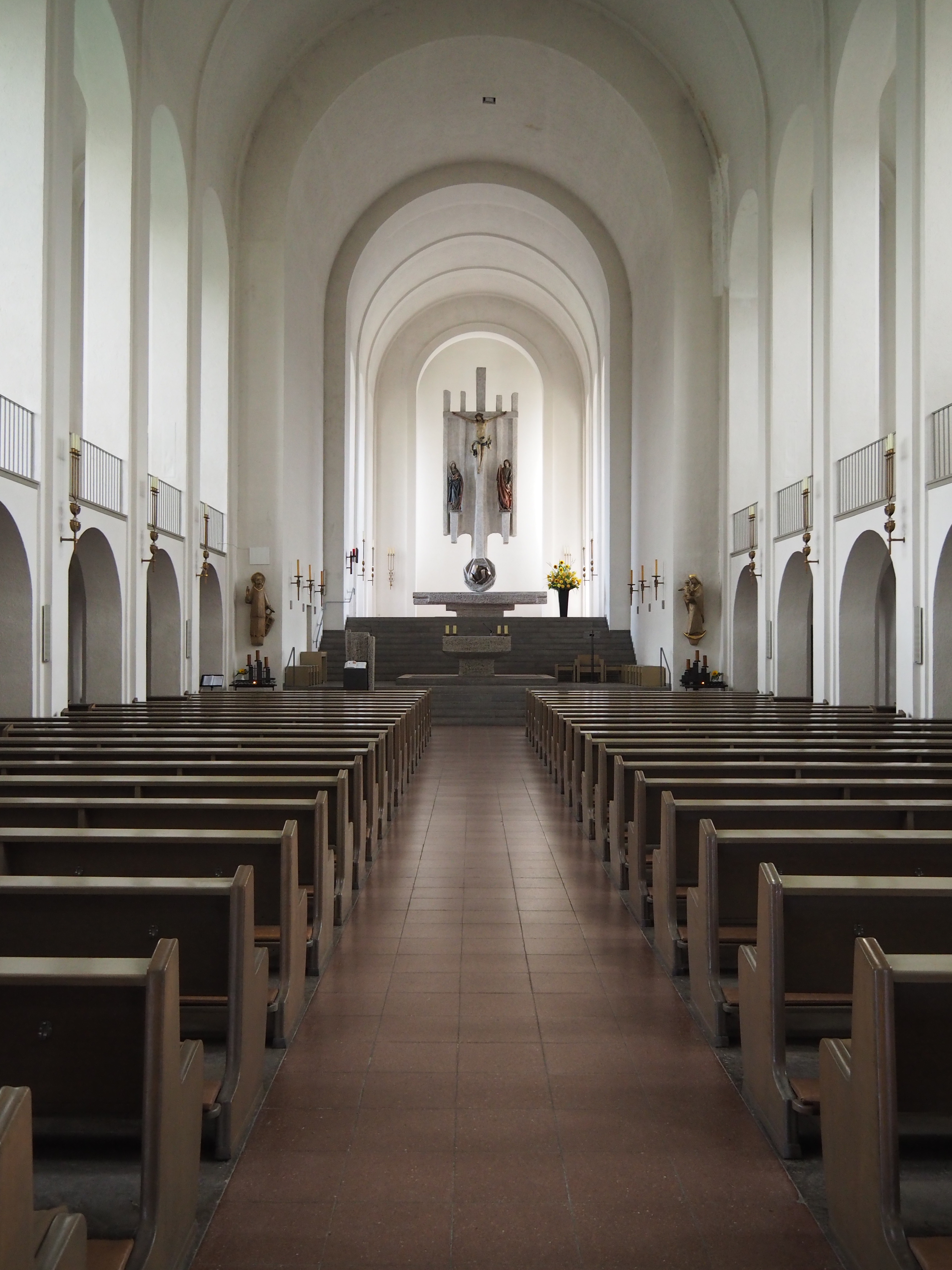
Innenansicht

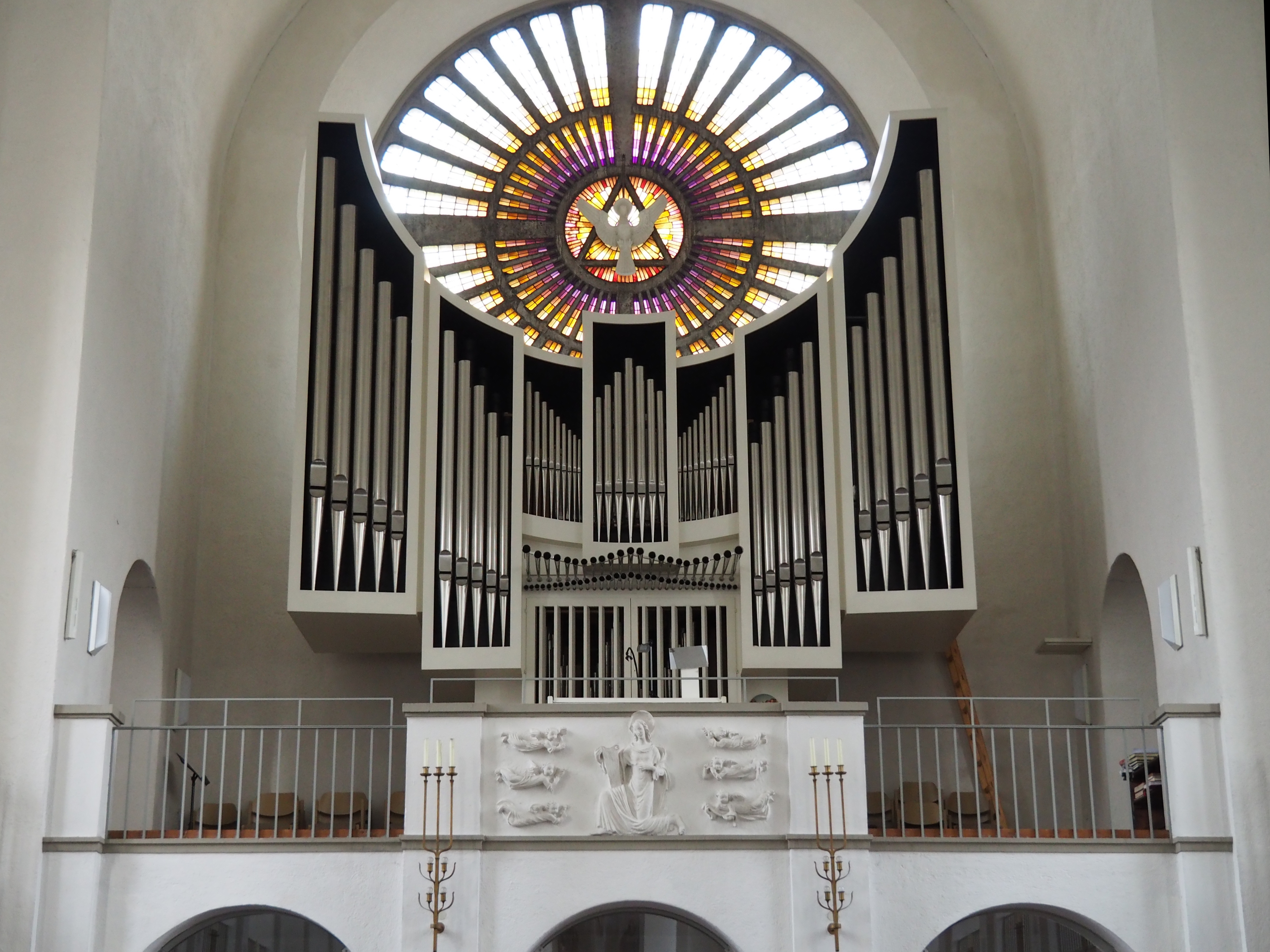
Orgel

Die römisch-katholische, denkmalgeschützte Pfarrkirche St. Laurentius steht in Heidingsfeld, einem Stadtbezirk der kreisfreien Stadt Würzburg (Unterfranken, Bayern). Die Kirche ist unter der Denkmalnummer D-6-63-000-266 als Baudenkmal in der Bayerischen Denkmalliste eingetragen. Die Pfarrei gehört zur Pfarreiengemeinschaft Heidingsfeld im Dekanat Würzburg-Stadt des Bistums Würzburg.

## Beschreibung
Die aus dem 12. Jahrhundert stammende Basilika wurde im Zweiten Weltkrieg bis auf den romanischen Kirchturm zerstört. Sie wurde 1947–50 nach einem Entwurf von Hans Schädel als Wandpfeilerkirche wieder aufgebaut, die außen mit einem Satteldach bedeckt, und innen mit einem Tonnengewölbe überspannt ist. Der eingezogene, dreiseitig geschlossene Chor im Osten liegt erhöht. Darunter befindet sich die Krypta. Der an der südlichen Seite des Langhauses stehende Kirchturm vom kriegszerstörten Vorgängerbau ist mit einem Pyramidendach bedeckt. Sein oberstes Geschoss beherbergt hinter den als Biforien gestalteten Klangarkaden den Glockenstuhl. Auf der gegenüber liegenden Seite des Langhauses steht ein neuer niedrigerer Kirchturm, aus dessen Pyramidendach sich ein Dachreiter erhebt, der die Turmuhr beherbergt. Auf dem Hochaltar mit den Assistenzfiguren von Maria und Johannes befindet sich ein Kruzifix, das ursprünglich im Chorbogen hing.

## Orgel
Bereits um 1563 war eine Orgel nachweisbar. Die Orgel von Martin Joseph Schlimbach aus dem Jahr 1883 ging zusammen mit der Kirche 1945 unter. 1976 baute Otto Hoffmann eine  Schleifladenorgel mit mechanischer Spiel- und elektropneumatischer Registertraktur. Der Spieltisch ist freistehend ausgeführt. 2020 wurde die Orgel durch die Firma Hoffmann und Schindler renoviert und die Traktur um ein Laukhuff-Bussystem erweitert, welches u. a. einen Registerschweller und eine Setzeranlage ermöglicht. Bei dieser Maßnahme wurde eine geringfügige Umdisponierung in den gemischten Stimmen vorgenommen.
Das Instrument hat 27 Register, auf Manualen und Pedal. Die aktuelle Disposition lautet:
| I Hauptwerk C–g3   |       |
| Quintatön          | 16′   |
| Prinzipal          | 08′   |
| Rohrflöte          | 08′   |
| Gamba              | 08′   |
| Oktave             | 04′   |
| Spitzflöte         | 04′   |
| Quinte             | 2 ⁄3′ |
| Superoktave        | 02′   |
| Mixtur V           | 02′   |
| Spanische Trompete | 08′   |

| II Schwellwerk C–g3 |        |
| Gedackt             | 8′     |
| Salizional          | 8′     |
| Piffara ab (ab f0)  | 8′     |
| Prinzipal           | 4′     |
| Hohlflöte           | 4′     |
| Nasat ab (ab c0)    | 2 ⁄3′  |
| Waldflöte           | 2′     |
| Terz (ab c0)        | 1 3⁄5′ |
| Scharf III          | 1′     |
| Oboe                | 8′     |
| Tremulant           |        |

| Pedal C–f1     |     |
| Prinzipalflöte | 16′ |
| Subbaß         | 16′ |
| Oktavbaß       | 08′ |
| Gedacktbaß     | 08′ |
| Dolkan         | 04′ |
| Hintersatz III | 02′ |
| Posaune        | 16′ |

- Koppeln: II/I, I/P, II/P,  II-4‘, II-16‘,  I-4‘, I-16‘,  II/I-4‘, II/I-16‘

Der derzeitige Kirchenmusiker ist Ludwig Martin Jetschke